# إغلوليك
إغلوليك هي بلدة تقع في حوض فوكس،قيكيقتالوك في ولاية نونافوت،كندا.